# Codex Taurinensis B. II. 1
Der Codex Taurinensis (Siglum Y, Nr. 719 nach Rahlfs) ist eine Pergamenthandschrift aus dem 9. oder 10. Jahrhundert. Sie enthält den Text der zwölf kleinen Propheten der Bibel in griechischer Sprache. Die Handschrift ist beschädigt und besteht aus 135 Blättern. Der Text hat viele Lücken (Lacunae) und ist schwer zu lesen. Er wird eingeleitet von dem Proemium in XII Prophetas von Theodoret und enthält Anmerkungen aus dessen Commentarii am Rand.
Die Handschrift wurde am Ende des 17. Jahrhunderts durch einen Brand im Palast der Fürsten von Savoyen beschädigt. 1720 wurde sie von Viktor Amadeus II. an die Universität Turin gegeben. Die Handschrift befindet sich heute in der Biblioteca Nazionale Universitaria in Turin, Signatur B.II.1.

## Textausgaben
- William Oscar Emil Oesterley: Codex Taurinensis (Y) transcribed and collated. Oxford University Press, Oxford 1908 (fehlerhaft).